# Gabriel Knight 3
Gabriel Knight 3: Blood of the Sacred, Blood of the Damned este un joc video de aventură point-and-click, dezvoltat și publicat de Sierra Studios pentru Microsoft Windows și lansat în 1999. Este continuarea jocului din 1995 The Beast Within: A Gabriel Knight Mystery (sau Gabriel Knight 2: The Beast Within) și al treilea titlu din seria Gabriel Knight (care mai conține Gabriel Knight: Sins of the Fathers din 1993), povestea jocului se concentrează pe viețile lui Gabriel Knight, un autor care este descendent dintr-o familie care luptă împotriva relelor supranaturale, și Grace Nakimura, o studentă care îl ajută pe Gabriel, pe măsură ce se implică într-un caz care constă în urmărirea unui copil răpit de vampiri care este conectat cu Sfântul Graal și cu Iisus. Cadrul jocului se bazează pe o teorie a conspirației din viața reală despre o comoară ascunsă și implică elemente de istorie și mituri care înconjoară Graalul, vampirii și Cavalerii Templieri. 